# 扎布林
札布林（Zabbaleen），又譯扎巴林，是埃及人對在開羅負責拾荒和回收廢物的科普特基督教教徒聚居的貶義詞；而他們聚居的地區也被稱為扎巴林區。他們從1970年代開始遷入開羅市郊穆卡塔姆山山腳的一個廢棄採石場聚居，而且在開羅非正式的免費提供撿垃圾、收破爛及廢物回收服務，然後帶返家中處理及重新利用。有些人還透過這些回收買賣致富。